# Sciomyza sebezhica
Sciomyza sebezhica är en tvåvingeart som beskrevs av Przhiboro 2001. Sciomyza sebezhica ingår i släktet Sciomyza och familjen kärrflugor. Inga underarter finns listade i Catalogue of Life.